# Tadeusz Kudliński
Tadeusz Kudliński (ur. 10 listopada 1898 w Krakowie, zm. 8 października 1990 tamże) – polski krytyk teatralny i prozaik związany z Krakowem.

## Życiorys
Syn Ignacego i Marii Kazimiery z Wdówków. Naukę rozpoczął w 1905 roku w czteroklasowej Szkole Ćwiczeń c.k. Męskiego Seminarium Nauczycielskiego w Krakowie. Następnie uczył się w Gimnazjum im. Króla Jana III Sobieskiego w Krakowie. 18 kwietnia 1916, w Szkole Kadetów Kawalerii w Mödlingu, zdał zastępczą maturę (maturę gimnazjalną zdał 15 lutego 1917 w Krakowie). Następnie został skierowany do Szkoły Oficerów Artylerii w Simmering pod Wiedniem. W czasie I wojny światowej, 15 kwietnia 1916 zmobilizowany do armii austriackiej, walczył na froncie austriacko-węgierskim i włosko-austriackim. Brał udział w wojnie polsko-bolszewickiej. Zdemobilizowany 19 lipca 1922 w stopniu porucznika. Podjął pracę w Bibliotece Jagiellońskiej, a od grudnia 1922 studia prawnicze na Uniwersytecie Jagiellońskim – 9 listopada 1923 otrzymał doktorat na Wydziale Prawa UJ. W okresie międzywojennym od 1931 publikował na łamach „Gazety Literackiej”. W czasie okupacji hitlerowskiej działał w organizacji podziemnej „Unia”, 16 stycznia 1944 został aresztowany przez Gestapo i osadzony w więzieniu Montelupich (uwolniony 5 kwietnia 1944). W okresie stalinowskim był represjonowany, a w latach 1949–1955 więziony za przekonania polityczne. Po roku 1955 publikował na łamach „Tygodnika Powszechnego”. Pisał recenzje spektakli teatralnych. Pozostawił bogate archiwa, dotyczące życia teatralnego w Polsce.
Zmarł w Krakowie. Został pochowany na Cmentarzu Salwatorskim (sektor SC8-1-24).

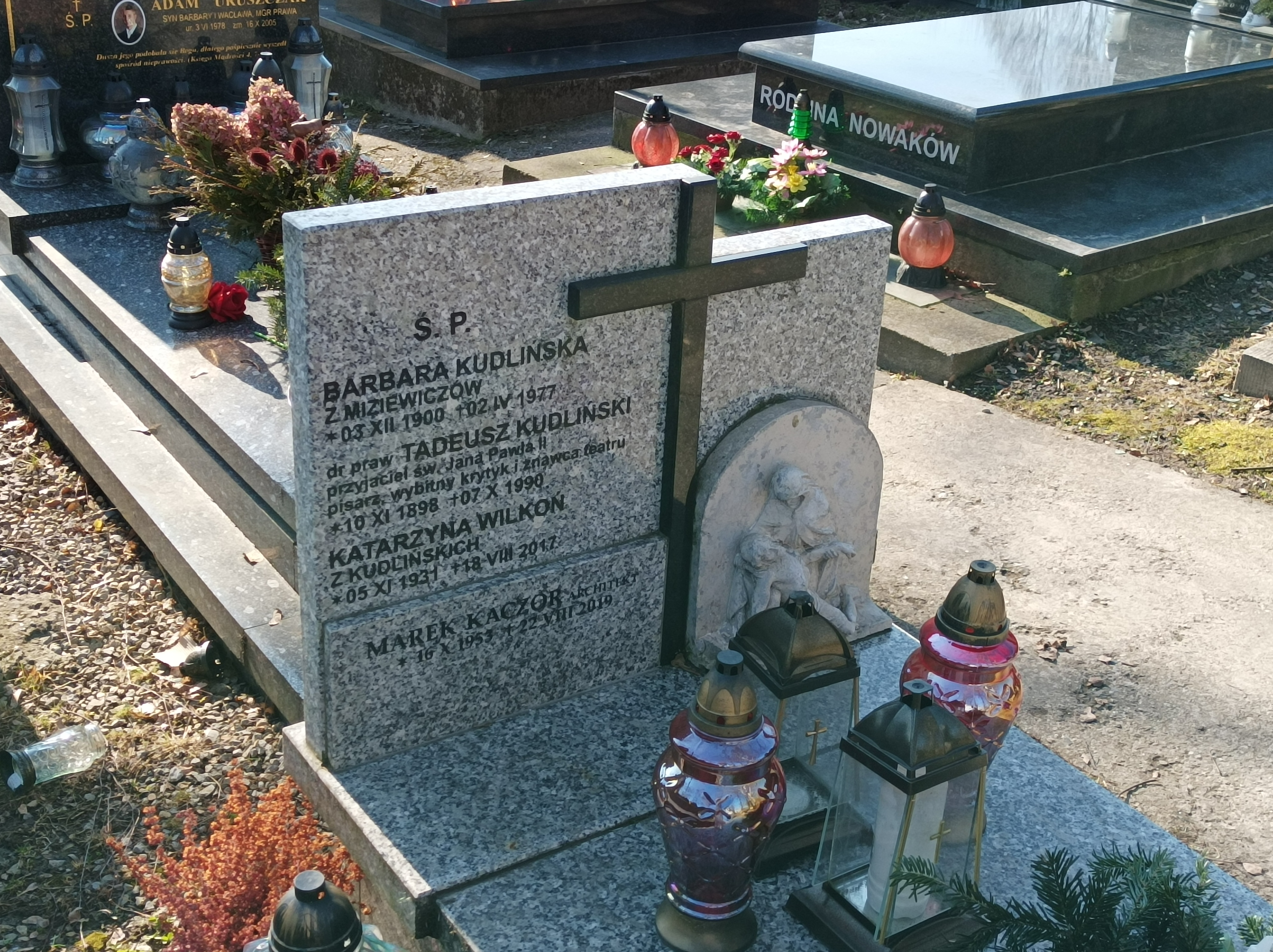
Grób Tadeusza Kudlińskiego na cmentarzu Salwatorskim

## Twórczość
Wydał zbiór nowel o sporcie: Pierwsza miłość panny Elo (1928), powieść biograficzną na tle wojennym: Smak świata (1929). Ogłosił dwie powieści współczesne: Wuj Rafał i Spółka (w „Tęczy” 1931) i Wygnańcy Ewy (1932). Pisał także szkice teatralne: Vademecum teatromana, Rodowód teatromana i Pod teatralną szminką.
Artystycznie najdojrzalsze są jego nowele sportowe ze zbioru Pierwsza miłość panny Elo, natomiast w Wuju Rafale dobrze rozwinął zalety swej prozy narracyjnej, w Wygnańcach Ewy w pomysłowo ujętej konstrukcji synchronicznej (na wzór raczej Dos Passosa, niż Joyce’a) dał zajmujący obraz chaosu współczesnej rzeczywistości społecznej. Napisał też wspomnienia  („Młodości mej stolica” 1984 Wyd Literackie Kraków Wrocław).

## Odznaczenia
- Krzyż Kawalerski Orderu Odrodzenia Polski (1972)[3],
- Srebrny Wawrzyn Akademicki (7 listopada 1936)[4],
- Medal Komisji Edukacji Narodowej (3 grudnia 1975)[3],
- Odznaka „Zasłużony Działacz Kultury” (1963)[3],
- Złota Odznaka „Za Pracę Społeczną dla miasta Krakowa” (1963)[3],
- Honorowa Odznaka Działacza Kultury Związku Zawodowego Kolejarzy (12 stycznia 1976)[3].